# Helen Tracy Lowe-Porter

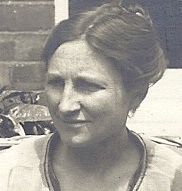
Helen Tracy Lowe-Porter (1920)

Helen Tracy Lowe-Porter (auch H. T. Lowe-Porter, geborene Helen Tracy Porter; * 15. Juni 1877 in Towanda, Pennsylvania; † 27. April 1963 in Princeton, New Jersey) war eine amerikanische Übersetzerin. Sie übersetzte Belletristik aus dem Deutschen ins Englische. Besondere Bedeutung haben ihre Übertragungen der Werke des Literaturnobelpreisträgers Thomas Mann.

## Leben und Werk
Helen Tracy Lowe-Porter stammte väterlicherseits aus einer Familie von Ärzten, die seit Generationen Wert darauf legte, den Töchtern eine gute Schulbildung zukommen zu lassen. Ihre Mutter war Clara Porter, geborene Holcombe, ihr Vater Henry Clinton Porter hatte Pharmazie studiert und betrieb eine Apotheke. Das Ehepaar hatte drei Töchter, Helen Tracy war die Zweitgeborene. Ihr Vorbild war ihre Tante, die Dichterin, Übersetzerin und Literaturkritikerin Charlotte Endymion Porter (1857–1942), die das Literaturmagazin Poet Lore mitgegründet hatte. Wie zuvor ihre Tante besuchte sie das Wells College in Aurora, New York. In der Schule und im College lernte sie insgesamt acht Jahre Deutsch und verfolgte literarische Interessen mit dem Ziel, Schriftstellerin zu werden. 1898 wurde sie graduiert, beim Abschluss wurden ihr hervorragende Leistungen bescheinigt. Anschließend trug sie mit Übersetzungen und Literaturkritiken zu Poet Lore bei. Von 1900 bis 1906 war sie mit Übersetzungsarbeiten beschäftigt.
1906 ging sie nach Deutschland, um in München Theaterwissenschaften zu studieren. Dort bezog sie ein Zimmer in einer Pension, in der zuvor ihre ältere Schwester Frances während ihrer Gesangsausbildung gewohnt hatte. Frances vermittelte der Schwester den Kontakt zu Elias Avery Loew. Er stammte aus einer jüdischen Familie, die aus Litauen in die USA eingewandert war, seinen Namen änderte er 1918 in Lowe. Aus Geldnot unterbrach sie von 1907 bis 1908 das Studium, kehrte in die Heimat zurück und verdiente ihren Lebensunterhalt wieder mit Übersetzungen.
Im Februar 1911 heirateten Helen Tracy Porter und Elias Avery Loew. Ab Herbst des Jahres lebte das Paar in Oxford. Helen Tracy Lowe-Porter bekam drei Töchter, die jüngste Tochter Patricia wurde 1917 geboren. Während des Ersten Weltkriegs ging Helen Tracy Lowe-Porter mit den Kindern in die USA, 1917 folgte ihr Mann. 1921 zog die Familie wieder nach Großbritannien. Helen Tracy Lowe-Porter übersetzte in dieser Zeit unter anderem Werke von Gerhart Hauptmann und Heinrich Sundermann. Von Frank Thiess übertrug sie den 1926 veröffentlichten Roman Das Tor zur Welt (The Gateway to Life) sowie Der Leibhaftige (The Devil’s Shadow) und Abschied vom Paradies (Farewell to Paradise). Bruno Franks Exilroman Cervantes (1934) erschien in ihrer Übersetzung unter dem Titel A Man called Cervantes im Vereinigten Königreich. Außerdem übertrug sie Werke von Arthur Schnitzler und Hermann Broch. Für Albert Einstein, den sie zu ihren persönlichen Freunden zählte, übersetzte sie Briefe und Unterlagen. Einige Übersetzungen nahm sie aus dem Französischen, Italienischen, Niederländischen und Lateinischen vor.
Der Londoner Verlag William Heinemann beauftragte sie mit der Übersetzung des 1901 erschienenen Romans Buddenbrooks von Thomas Mann, veröffentlicht wurde das Werk in ihrer Übersetzung jedoch 1924 in den USA vom Verlag Alfred A. Knopf. 1921 hatte Manns deutscher Verleger Samuel Fischer Knopf das exklusive Recht der Veröffentlichung von Manns Werken in den Vereinigten Staaten eingeräumt. Mann hätte Hermann George Scheffauer als Übersetzer bevorzugt, der einige frühe Erzählungen sowie Herr und Hund (Bauschan and I) und Unordnung und frühes Leid (Disorder and Early Sorrow) übertrug.
Noch vor Erscheinen der englischen Buddenbrooks-Ausgabe beglückwünschte Mann am 11. April 1924 Lowe-Porter schriftlich „zu Ihrer Leistung, die ich ungewöhnlich feinfühlig und gelungen finde. Wie gewandt und schlagend sind z. B. die gelegentlich vorkommenden Verse übertragen! Und die Schwierigkeiten, die Sie im Vorwort erwähnen, und die die Unübersetzbarkeit des Dialekts betrifft, haben Sie auf eine Weise zu überwinden gewusst, dass bei mir kein Entbehrungsgefühl aufkam.“ Die Anerkennung schwächte er gegenüber seinem amerikanischen Verleger im folgenden Jahr ab. Dass sie Der Zauberberg (The Magic Mountain) übersetzen sollte, versuchte er zu verhindern, indem er Knopf auf die hochgelobte Übersetzung Scheffauers von Herr und Hund hinwies und ihm schrieb, dass „gerade ein Buch wie ‚Der Zauberberg‘ bei einem männlichen Übersetzer besser aufgehoben“ sei. In dem Essay On Translating Thomas Mann gestand sie ein, tatsächlich Angst vor der Übersetzung des Zauberbergs gehabt zu haben – weil Mann sie ihr nicht zugetraut habe, nicht jedoch, weil sie eine Frau war.
Trotz Manns Vorbehalten bestellte Knopf sie zu seiner offiziellen Übersetzerin, nach dem Tod Scheffauers war ihre Position gefestigt. Für die Übertragung des Doktor Faustus versuchte Mann seine amerikanische Gönnerin Agnes E. Meyer zu gewinnen, die jedoch nach einer ersten Zusage schließlich absagte. Lowe-Porter übernahm die Übertragung, wobei ihr in der Kürze der Zeit sinnentstellende Fehler unterliefen. Unzufrieden war er auch mit der Übersetzung der Dankesrede zur Verleihung des Ehrendoktors der Universität Princeton am 18. Mai 1939. Dazu notierte er in seinem Tagebuch: „Not und Pein mit der erstaunlich schlechten Lowe’schen Übersetzung […] Verbesserungen mit Hilfe von Katia, Klaus und Annette.“
Ab 1937 lebte Helen Tracy Lowe-Porter in der amerikanischen Universitätsstadt Princeton, wo ihr Mann seit 1936 an der Universität forschte. Dorthin kamen auch die Manns 1938. In dieser Zeit vertiefte sich der persönliche Kontakt, der 1924 mit einem Besuch des Ehepaars Mann bei ihr und ihrem Mann in Oxford begonnen hatte. Man traf sich häufig, bei gesellschaftlichen Anlässen, House Warming Parties, zum Lunch oder Dinner. In On Translating Thomas Mann stellte Helen Tracy Lowe-Porter fest: „I was able to see a good deal of the Manns.“ (Ich habe Einiges von den Manns gesehen.) Das persönliche Verhältnis war enger geworden; als die Manns 1941 nach Kalifornien zogen, bekundete Thomas Mann im Tagebuch: „Verabschiedung von Mrs. Lowe, die mir eine Freundin ist.“
Ebenso wuchs Manns Wertschätzung ihrer Arbeit, und nachdem ihre Übersetzung des Doktor Faustus zum Book of the Month gewählt und die erste Auflage von 25.000 Exemplaren nach einem Monat verkauft war, sah er dieses auch als Erfolg der Übersetzerin an. Ihre letzte Übersetzung eines literarischen Werks von Thomas Mann war 1951 Der Erwählte (The Holy Sinner). Die Betrogene zu übernehmen lehnte sie ab, um Zeit für eigene Werke wie die Erzählung Sea Change zu haben – zu Thomas Manns Bedauern. Auch gegen die Bekenntnisse des Hochstaplers Felix Krull entschied sie sich zunächst; als sie doch zustimmte, war bereits ein anderer Übersetzer beauftragt.
1953 machte Helen Tracy Lowe-Porter bei einem Treffen in London auf Mann einen schwachen und hinfälligen Eindruck. Sie litt an einer neurologischen Krankheit und lebte seit Jahren getrennt von ihrem Mann. Erich Kahler nahm sie in sein Haus in Princeton auf. Aufenthalte in Kliniken und Heimen schlossen sich an. Ihr letzter Wohnsitz war das Merwick Home in Princeton. Der ehemalige Bischofssitz bot Professoren der Universität und deren Frauen ein Heim für den letzten Lebensabschnitt. Im Merwick Home erhielt sie regelmäßig Besuch von ihrem Ehemann und den drei Töchtern.
Helen Tracy Lowe-Porter starb 1963. Ihre Tochter Patricia Tracy Lowe veröffentlichte mit A marriage of true minds. A memoir of my parents, Helen Tracy Lowe-Porter and Elias Avery Lowe ihre Erinnerungen an die Eltern.

## Mann-Übersetzungen (Auswahl)
- Buddenbrooks (1901), Buddenbrooks (1924)
- Der Zauberberg (1924), The Magic Mountain (1927)
- Tod in Venedig (1913), Death in Venice (1928)
- Mario und der Zauberer (1930), Mario and the Magician (1931)
- Joseph und seine Brüder
  - Die Geschichten Jaakobs (1933), The Tales of Jacob (1934)
  - Der junge Joseph (1934), Young Joseph (1935)
  - Joseph in Ägypten (1936), Joseph in Egypt (1938)
  - Joseph, der Ernährer (1943), Joseph the Provider (1944)
- Lotte in Weimar (1939), The Beloved returns (1940)
- Doktor Faustus (1947), Doktor Faustus (1948)
- Der Erwählte (1951), The Holy Sinner (1951)